# Yeoh Teck Chye
Yeoh Teck Chye (* 14. Dezember 1923; † 20. oder 21. Jahrhundert) war ein malaysischer Badmintonspieler.

## Karriere
Yeoh Teck Chye gewann mit dem malaysischen Team die Erstauflage der Weltmeisterschaft für Männermannschaften, den Thomas Cup, in der Saison 1948/49. 1948 wurde er Selangors Staatsmeister im Herreneinzel, 1949 Vizemeister. Im letztgenannten Jahr gewann er die Malaysia Open mit Chan Kon Leong im Herrendoppel.
Im Vorfeld des Thomas Cups gab es im malaysischen Team ob der Nominierung von Chye Differenzen, da er gegen den aufstrebenden Ismail bin Marjan im August 1948 deutlich verloren hatte. Letztendlich entschied man sich jedoch für eine Aufstellung von Yeoh Teck Chye, die dieser durch Siege in allen vier Doppeln zu rechtfertigen wusste.
Zum Finale begab er sich mit seinen sieben Mannschaftskameraden Chan Kon Leong, Law Teik Hock, Teoh Seng Khoon, Ooi Teik Hock, Wong Peng Soon, Lim Kee Fong, Ong Poh Lim und dem nichtspielenden Kapitän Lim Chuan Geok im Dezember 1948 auf eine 25-tägige Schiffsreise ins Vereinigte Königreich, wo die Malayen erstmals mit einem europäischen Winter konfrontiert wurden. Im Halbfinale gegen die USA siegte Yeoh Teck Chye mit seinem Partner Chan Kon Leong sowohl gegen Clinton Stephens und Bobby Williams als auch gegen Dave Freeman und Wynn Rogers deutlich in zwei Sätzen.
Im Finale gegen Dänemark gewannen beide erneut klar gegen Poul Holm und Ib Olesen sowie Jørn Skaarup und Preben Dabelsteen und legten damit den Grundstein für Malayas Sieg in dieser Erstauflage des Thomas Cups.
1952 schaffte es Yeoh Teck Chye nicht mehr, sich in den nationalen Trials für das malaysische Thomas-Cup-Team zu qualifizieren, wo sich diesmal Ismail bin Marjan durchsetzen konnte.
Yeoh Teck Chye startete später eine politische Laufbahn.